# Gianfranco Miglio
Gianfranco Miglio, né le 11 janvier 1918 et mort le 10 août 2001, est un juriste, constitutionnaliste, politologue, et homme politique italien. 
Membre du Sénat de la République entre 1992 et 2001, il est un temps proche de la Ligue du Nord — dont il est considéré comme l'idéologue — avant de s'en éloigner.
Il était surnommé Prufésur, soit « Le Professeur » en lombard, en référence à son rôle et à son histoire.
Il est célèbre pour avoir été l'auteur du décalogue d'Assago, qui prône la création d'une confédération fédérale italienne composée de trois grandes régions dotées de compétences propres et élargies.

## Biographie
Initialement inspiré par Max Weber et Carl Schmitt, le travail et la recherche de Gianfranco Miglio analyse les limites de l'efficacité des structures politiques parlementaires et de la bureaucratie. Défenseur du fédéralisme et du libre marché, il théorise la fin de l'État moderne, et l'évolution vers un système juridique basé sur le contrat et l'échange. 
À la suite de ses lectures d'Étienne de La Boétie et d'Henry David Thoreau, Miglio devient des plus en plus radical et libertarien au cours de ses dernières années, en défendant l'autodétermination des peuples et le droit à la sécession.
À l'exception de rares traductions en anglais, son œuvre reste essentiellement publiée en italien.

## Ouvrages
- I cattolici di fronte all'unità d'Italia, 1959.
- L'amministrazione nella dinamica storica, 1961 dans Storia, amministrazione e costituzione, Annale ISAP, 2004.
- Le trasformazioni dell'attuale regime politico, 1965.
- Il ruolo del partito nella trasformazione del tipo di ordinamento politico vigente: il punto di vista della scienza della politica, Milan, 1967.
- Le contraddizioni dello Stato unitario in Miglio - Benvenuti, L'unificazione amministrativa e i suoi protagonisti, Pubblicazione ISAP, Neri Pozza, Vicence, 1969.
- Rappresentanza e amministrazione nelle leggi del 1865 in Miglio - Benvenuti, L'unificazione amministrativa e i suoi protagonisti, Pubblicazione ISAP, Neri Pozza, Vicence, 1969.
- La trasformazione delle università e l'iniziativa privata, 1969.
- G. Miglio e P. Schiera, Le categorie del politico. Saggi di teoria politica, Il Mulino, Bologne, 1972.
- La Valtellina: un modello possibile di integrazione economica e sociale, Quaderni Banca Piccolo Credito Valtellinese, n.1, Tipografia Bonazzi, Sondrio, 1978
- Ricominciare dalla montagna Milano, Giuffrè, Milan, 1978
- Genesi e trasformazioni del termine-concetto Stato, Vita e Pensiero, Milan, 1981
- Guerra, pace, diritto: una ipotesi generale sulle regolarità del ciclo politico, Giuffrè, Milan, 1982
- Una Repubblica migliore per gli italiani, 1983
- Le contraddizioni interne del sistema parlamentare integrale, 1984
- Il nerbo e le briglie del potere: scritti brevi di critica politica 1945-1988, Milan, 1988
- Ricominciare dalla montagna, Giuffrè, Milan, 1978
- La regolarità della politica (2 vol.), Giuffrè, Milan, 1988
- Una Costituzione per i prossimi trent'anni, Propos recueillis par Marcello Staglieno, Laterza, Bari, 1990
- avec A. Buchanan, Secessione. Quando e perché un paese ha il diritto di dividersi, introduction par G. Miglio, Mondadori, Milan, 1991
- Come cambiare. Le mie riforme, Mondadori, Milan, 1992
- avec U. Bossi, D. Vimercati, Vento dal Nord: La mia Lega la mia vita, introduction par G. Miglio, Sperling & Kupfer, Milan, 1992
- avec G. Oneto, Bandiere di libertà. Simboli e vessilli dei popoli dell'Italia settentrionale, introduction par G. Miglio, Effedieffe Edizioni, Milan, 1992
- avec U. Bossi, D. Vimercati, La Rivoluzione. La Lega: storia e idee, prefazione di G. Miglio, Sperling & Kupfer, Milan, 1993
- H.D. Thoreau, Disobbedienza civile, Mondadori, Milan 1993
- avec M. Staglieno, P. Vercesi, Italia 1996: così è andata a finire, Mondadori, Milan, 1993
- Io, Bossi e la Lega, Mondadori , Milan, 1994
- La Costituzione federale , Mondadori, collana Le Frecce, Milan, 1995
- avec M. Veneziani,  Padania, Italia. Lo Stato nazionale è soltanto in crisi o non è mai esistito? , Le Lettere, Florence, 1997
- avec A. Barbera, Federalismo e secessione. Un dialogo, Mondadori, Milan 1997
- avec Aa.Vv., Federalismi falsi e degenerati, Sperling & Kupfer, Milan, 1997
- avec M. Gozzi, G.A. Zanoletti,  Le barche a remi del Lario da trasporto, da guerra, da pesca, e da diporto , Leonardo Arte, Milan, 1999
- L'asino di Buridano, Neri Pozza, Vicence, 1999

### En anglais
- The Cultural Roots of the Federalist Revolution. Telos 97 (Automne 1997). New York, Telos Press, pagg. 33–40.
- C. Lottieri, Gianfranco Miglio (1918-2001). Telos 122 (Hiver 2002). New York, Telos Press, pagg. 101–110.

### Entretiens
- Interview sur la Sécession de la Padanie, 1996
- Interview de Giorgio Bardaglio - Corriere di Como du 12 avril 1998
- Article par Lorenzo Busi (Libera Compagnia Padana) intitulé Gianfranco Miglio, un figlio dell'Insubria. Dalla clandestinità de "Il Cisalpino" all'insegnamento in Cattolica du 24 mai 2007
- Commémoration du professeur Miglio sur le premier anniversaire de la mort de Alessandro Campi